# Wilhelm I. (Schottland)

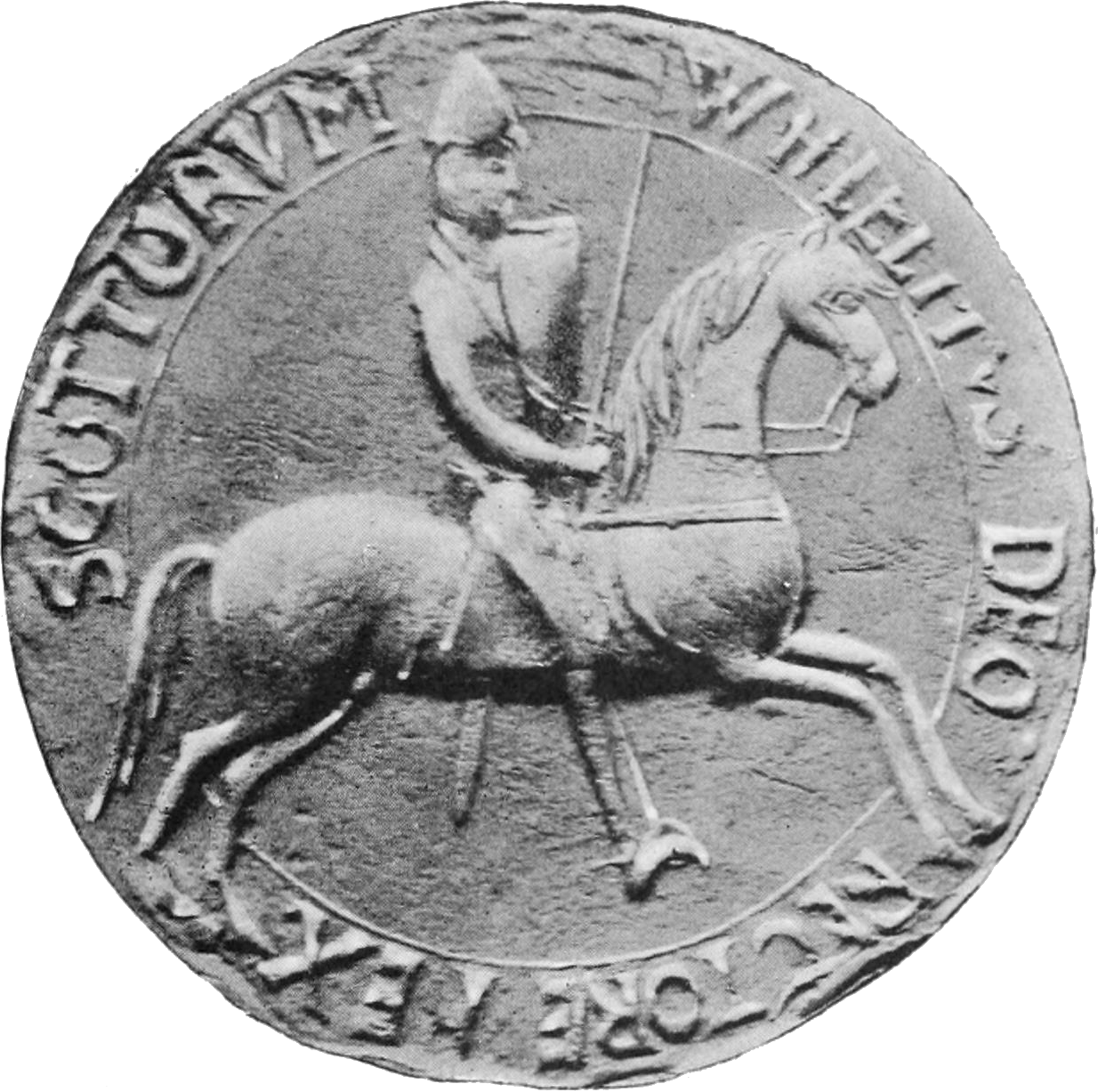
Siegel von König Wilhelm von Schottland

Wilhelm I. der Löwe (Schottisch-Gälisch (mittelalt.): Uilliam mac Eanric, modernes Schottisch-Gälisch: Uilleam mac Eanraig (dt. Wilhelm, Sohn Heinrichs), engl. William I the Lion, William Dunkeld, William Canmore; * um 1142; † 4. Dezember 1214 auf Stirling Castle) war schottischer König. Mit 49 Jahren war seine Herrschaft die längste Regierungszeit eines schottischen Königs im Mittelalter und nach der Herrschaft von Jakob VI. die längste Regierung eines schottischen Königs.

## Herkunft, Jugend und Thronfolge
Wilhelm war der zweite von drei Söhnen von Henry, Earl of Northumberland und von dessen Frau Ada de Warenne. Als Kind hatte er einige für seine Zeit unübliche frühe öffentliche Auftritte, und bereits vor 1150 wurde in seinem Namen eine Urkunde ausgestellt. Sonst ist über seine Kindheit nur wenig bekannt. Kurz nach dem Tod seines Vaters im Juni 1152 erhob ihn sein Großvater König David I. zum Earl of Northumberland. Nach dem Tod seines Großvaters im Mai 1153 wurde Wilhelms älterer Bruder Malcolm IV. König der Schotten. Er schloss im Juni oder Juli 1157 mit dem englischen König Heinrich II. den Vertrag von Chester. In diesem Vertrag verzichtete der schottische König auf die nordenglischen Grafschaften, womit Wilhelm seinen Titel verlor. Diesen Verlust versuchte er sein Leben lang zurückzugewinnen. Als Entschädigung erhielt er in Northumberland Besitzungen im Tynedale, aus denen er jährliche Einkünfte von etwa £ 10 hatte. Diese Besitzungen behielt er bis zu seinem Tod. Dazu sorgte sein königlicher Bruder für seinen Unterhalt. Im Gegenzug unterstützte Wilhelm loyal seinen Bruder. Er bezeugte regelmäßig königliche Urkunden und begleitete seinen Bruder, als dieser 1159 nach Poitiers reiste und anschließend den englischen König bei der Belagerung des südfranzösischen Toulouse unterstützte. Dabei wurde Wilhelm von seinem Bruder in Périgueux
zum Ritter geschlagen. Erst 1160 kehrten der König und Wilhelm nach Schottland zurück. 1163 begleitete Wilhelm zusammen mit seinem jüngeren Bruder David Malcolm IV., als dieser nach Woodstock reiste und dort dem englischen König Hommage leistete. Nach älteren Angaben soll Wilhelm noch zu Lebzeiten seines kinderlosen Bruders Malcolm für diesen die Regentschaft in Schottland übernommen haben, was jedoch nicht zutreffend ist. Er hielt sich aber am Königshof auf und war zweifelsfrei bereit, nach dem frühen Tod seines Bruders im Dezember 1165 die Herrschaft zu übernehmen. Seine Thronfolge war ungefährdet, und am 24. Dezember 1165 wurde er in Scone in einer traditionellen Zeremonie als König der Schotten inthronisiert.

## König der Schotten

### Wechselhaftes Verhältnis zu Heinrich II. von England
1166 reiste Wilhelm zum englischen König Heinrich II. in die Normandie. Der Grund für die Reise ist unbekannt, womöglich versuchte Wilhelm zu erreichen, dass ihm der englische König Northumberland zurückgab. Vielleicht erhob er auch Ansprüche auf die Bretagne. Dort hatte Heinrich II. Herzog Conan IV. abgesetzt, der mit Margarete, einer Schwester von Wilhelm verheiratet war. Anschließend übernahm der englische König im Namen von Wilhelms Nichte Konstanze, der Erbin von Conan, zunehmend Einfluss in der Bretagne. Vom englischen König soll Wilhelm sich im Streit getrennt haben. Daneben nahm er bei seinem Aufenthalt in Frankreich mit Erfolg an Turnieren teil. Im August oder September 1166 war er in Fougères und auf dem Mont-Saint-Michel. 1168 soll Wilhelm dann Kontakt mit dem französischen König Ludwig VII. aufgenommen haben, einem Gegner von Heinrich II. Er bot ihm seine Freundschaft und Unterstützung im Konflikt mit dem englischen König an und erhoffte wohl selbst Unterstützung bei der Rückgewinnung von Northumberland. Am 5. April 1170 nahm Wilhelm jedoch zusammen mit seinem Bruder David an einer Ratsversammlung des englischen Königs in Windsor teil. Zu dieser Zeit plante der englische König die Krönung seines ältesten Sohns Heinrich dem Jüngeren. Wilhelm und sein Bruder blieben wahrscheinlich die nächsten Monate über in Südengland. Am 31. Mai war Wilhelm wieder in Windsor und am 14. Juni 1170 nahm er an der Krönung des jüngeren Heinrichs in London teil. Anschließend leisteten er und David dem jüngeren Heinrich für ihre englischen Besitzungen Hommage.

### Krieg gegen Heinrich II.

#### Zögernde Unterstützung der Rebellion der Söhne des Königs
Nach einer später verfassten Chronik bat Wilhelm den jüngeren Heinrich um die Übergabe von Northumberland, was jedoch nicht belegt ist. Wenn Wilhelm die Bitte vorgetragen hat, wurde sie jedenfalls wieder abgeschlagen. Im März 1173 begann der jüngere Heinrich zusammen mit seinen Brüdern Gottfried und Richard eine Rebellion gegen ihren Vater. Sie flüchteten zum französischen König und baten auch den schottischen König um Unterstützung. Im Gegenzug bot der jüngere Heinrich Wilhelm die nordenglischen Grafschaften und seinem Bruder David die Titel Earl of Huntingdon und Earl of Cambridgeshire an. Daraufhin berief Wilhelm im Sommer 1173 seine Barone zu einer Ratsversammlung ein. Bei dieser Versammlung wurde entschieden, dass Wilhelm Heinrich II. um die Rückgabe von Northumberland bitten solle. Sollte der englische König diese Bitte ablehnen, so sollte Wilhelm seine Hommage widerrufen. Als Heinrich II. erwartungsgemäß erneut die Bitte von Wilhelm ablehnte, berief der schottische König wieder seine Barone ein. Während Wilhelm bereit zum Krieg war, waren mehrere Barone dagegen. Den Ausschlag gab das Versprechen des französischen Königs und von Graf Philipp von Flandern, ein Söldnerheer nach England zu schicken. Dazu bestätigten sie das Angebot von Heinrich dem Jüngeren auf die Abtretung der nordenglischen Grafschaften. Daraufhin trat Wilhelm dem Bündnis gegen Heinrich II. bei. Dieses gegen England gerichtete Bündnis mit Frankreich wurde ab 1295 als Auld Alliance zum festen Bestandteil der schottischen Politik.

#### Der schottische Feldzug von 1173
Nachdem Wilhelm sein aufgebotenes Heer bei Caddonlea in der Nähe von Selkirk gemustert hatte, fielen die Schotten um den 20. August 1173 in Northumberland ein. Zunächst griffen sie Wark Castle an. Dem Kommandanten der Burg wurde ein Waffenstillstand gewährt, während Hugh de Puiset, der Bischof von Durham einem Kampf auswich. Die Schotten stießen bis Alnwick, Warkworth und Newcastle vor. Sie plünderten die Dörfer der Region, während sie die Burgen nicht erobern konnten. Von Newcastle stießen die Schotten westlich bis nach Carlisle vor. Auch dort konnten sie die Burg nicht erobern, und als sie erfuhren, dass ein englisches Entsatzheer unter dem Befehl des Justiciars Ranulf de Glanville im Anmarsch war, zogen sie sich nach Roxburgh zurück. Glanville brannte daraufhin die Grenzstadt Berwick nieder. Als Glanville jedoch erfuhr, dass eine feindliche Armee aus Flandern in England gelandet war, schloss er mit Wilhelm einen bis zum 13. Januar 1174 befristeten Waffenstillstand. Anschließend zog das englische Heer wieder nach Süden. Später wurde der Waffenstillstand bis zum 24. März 1174 verlängert, nachdem der Bischof von Durham 300 Mark an Wilhelm gezahlt hatte.

#### Der schottische Feldzug von 1174

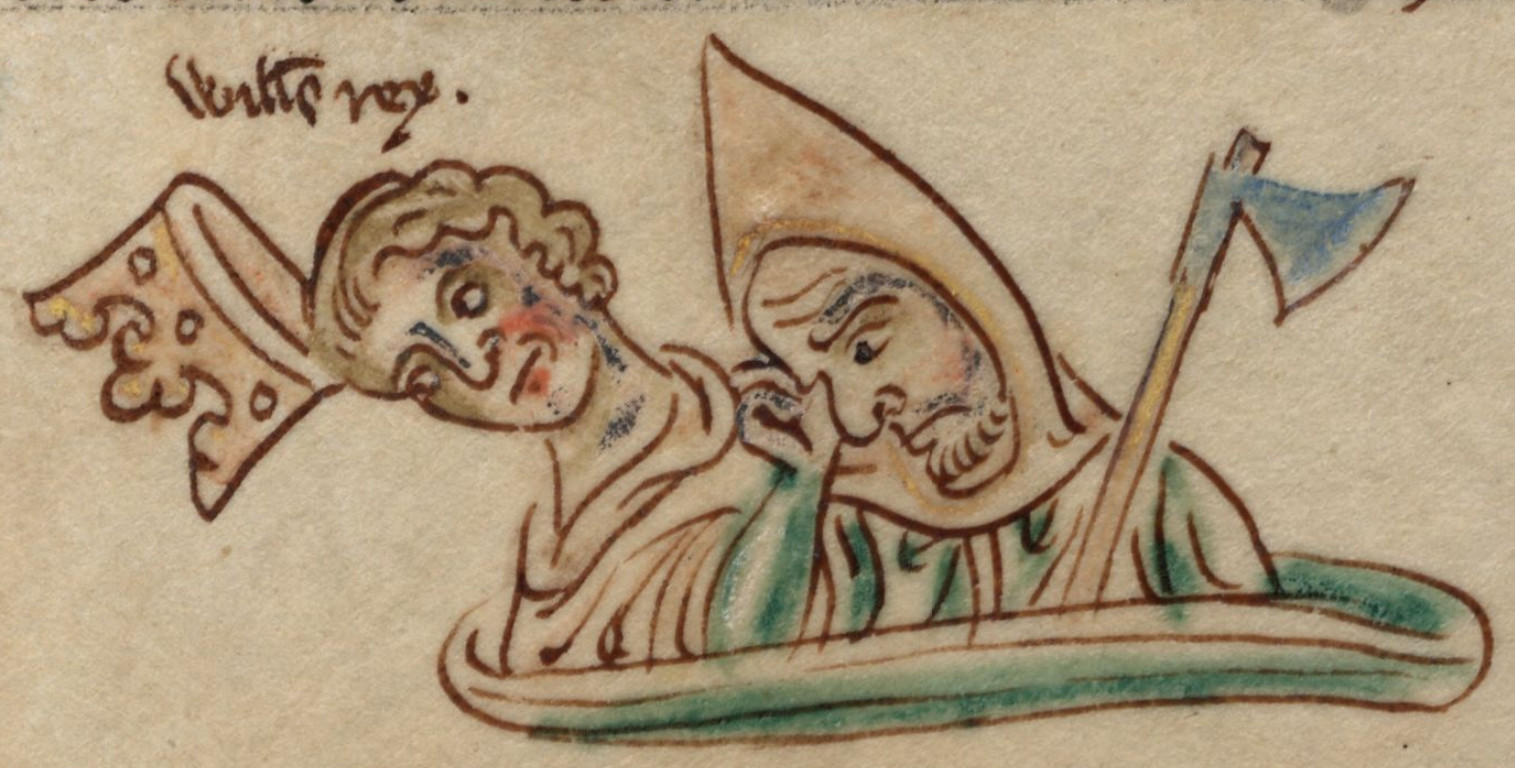
Die Gefangennahme von Wilhelm bei Alnwick. Buchmalerei aus dem 13. Jahrhundert.

Nach Ablauf des Waffenstillstands führte Wilhelms Bruder David nach Ostern 1174 einen Feldzug bis in die englischen Midlands. Zusammen mit Söldnern aus Flandern plünderte ein weiteres schottisches Heer unter Wilhelms Führung die Küste von Northumberland. Das Heer belagerte auch wieder Wark Castle. Nachdem der Versuch, die Burg niederzubrennen, gescheitert war, brachen die Schotten die Belagerung ab. Dann zog das schottische Heer wieder nach Carlisle, doch erneut scheiterte der Angriff auf die Burg. Dagegen ergaben sich die Besatzungen von Appleby und Brough Castle. Wilhelm zog mit seinem Heer nun wieder nach Osten, doch der Angriff auf Prudhoe Castle scheiterte. Als er von einem nahenden englischen Heer erfuhr, zog er sich nach Norden nach Alnwick zurück. Dort unternahmen Teile des Heers Raubzüge in die Umgebung, wodurch sich das Heer zerstreute. Am 13. Juli 1174 griffen die Engländer überraschend die Schotten an. In der folgenden Schlacht wurde Wilhelms Pferd getötet. Er lag unter dem toten Pferd eingeklemmt und musste sich Ranulf de Glanville ergeben. Der schottische König hatten den Krieg gegen Heinrich II. begonnen, und mit seiner Gefangennahme war der Krieg für die Schotten verloren.

#### Abschluss des Vertrags von Falaise
Glanville brachte seinen Gefangenen zunächst nach Newcastle. Am 24. Juli musste Wilhelm in Northampton vor Heinrich II. treten, der inzwischen die Kontrolle über England zurückgewonnen hatte. Der englische König ließ den schottischen König in die Normandie bringen, wo er zunächst in Caen und später in Falaise inhaftiert wurde. Die Schotten versuchten rasch, die Freilassung ihres Königs zu erreichen. Bischof Richard von St Andrews und Bischof Richard von Dunkeld, die beide früher königliche Kapläne gewesen waren, sowie Abt Geoffrey (II) von Dunfermline reisten als Unterhändler in die Normandie. Sie begannen mit Heinrich II. Verhandlungen über einen Frieden und die Freilassung des Königs. Der englische König hatte bereits mit seinen rebellischen Söhnen einen großzügigen Frieden geschlossen, doch mit den Schotten wurde ein eigener Vertrag geschlossen. Für seine Freilassung musste Wilhelm am 1. Dezember 1174 im Vertrag von Falaise die Oberherrschaft des englischen Königs über Schottland anerkennen. Am 8. Dezember wurde der Vertrag in Valognes bestätigt. In dem Vertrag musste der schottische König die Lehnshoheit des englischen Königs über Schottland und über seine weiteren Besitzungen anerkennen. Wilhelm, sein Bruder David und eine Gruppe schottischer Geistlicher mussten zusichern, dass die Kirche von Schottland zukünftig der englischen Kirche unterstellt sei. Dem englischen König wurden Roxburgh, Berwick, Jedburgh, Edinburgh und Stirling Castle übergeben, wobei der schottische König weiter für den Unterhalt der Burgen aufkommen musste. Kein Schwerverbrecher durfte mehr in England oder Schottland Zuflucht vor dem Gesetz des anderen Reiches finden. Die Schotten mussten über 20 namhafte Adlige als Geiseln stellen. Als Folge der militärischen Katastrophe verlor Schottland durch den Vertrag seine politische Unabhängigkeit. Am 11. Dezember 1174 durfte Wilhelm die Normandie verlassen. Er reiste zunächst nach England, wo er vermutlich blieb, bis die schottischen Burgen übergeben worden waren. Im Februar 1175 kehrte er nach Schottland zurück.

## Wilhelm als Vasall des englischen Königs

### Niederschlagung der Rebellion in Galloway
Wie schon sein Bruder Malcolm IV. nach seiner Rückkehr aus Südfrankreich 1160 sah sich auch Wilhelm nach seiner Rückkehr einer Rebellion gegenüber. Das südwestschottische Galloway hatte seit 1160 unter der Herrschaft von Uhtred gestanden und galt als befriedet. Nach der Gefangennahme von Wilhelm war es jedoch zu einer Revolte gekommen, bei der Uhtred am 22. September 1174 von seinem Bruder Gilbert ermordet worden war. Gilbert versuchte nun, Galloway direkt Heinrich II. zu unterstellen, der ein Cousin von ihm war. Der englische König akzeptierte diese Unterstellung nicht sofort, lehnte sie aber auch nicht ausdrücklich ab. Wilhelm durfte gemäß den Bestimmungen des Vertrags von Falaise nicht gegen einen möglichen Vasallen des englischen Königs vorgehen. Am 10. August 1175 gelobten Wilhelm, sein Bruder David und führende schottische Adlige und Geistliche in York Heinrich II. Treue. Die Geistlichen schworen dazu, dass sie sich der Kirche von England unterstellen würden, wie es ihre Vorgänger gemacht und wie sie es rechtmäßig auch gemusst hätten. Wilhelm legte als Zeichen seiner Unterwerfung seinen Helm, seine Lanze und seinen Sattel auf dem Altar von York Minster ab, was sowohl kirchliche wie auch weltliche Bedeutung hatte. Anschließend erlaubte ihm der englische König, die Rebellion in Galloway niederzuschlagen. Ein schottisches Heer besetzte die Region und konnte eine Verständigung mit Gilbert erreichen. Am 9. Oktober 1176 kam Wilhelm zu Heinrich II., als dieser in Feckenham in Worcestershire Hof hielt. Dabei ist ungeklärt, ob er von sich aus oder auf Befehl des englischen Königs kam. In seiner Begleitung war aber Gilbert of Galloway, der sich dem englischen König unterwarf. Er stellte seinen Sohn Duncan als Geisel und bot eine Zahlung von 1000 Mark Silber an, was Heinrich II. akzeptierte. Damit blieb Galloway unter Gilberts Herrschaft der Oberhoheit von Heinrich II. unterstellt, doch dafür war die Region für die nächsten Jahre befriedet.

### Kirchenpolitik

#### Streit um die geistliche Oberhoheit über Schottland
Nach 1175 musste Wilhelm weitere Bestimmungen des Vertrags von Falaise ertragen. Roxburgh, Berwick und Edinburgh Castle waren von englischen Truppen besetzt, für deren Unterhalt Ländereien übergeben und Abgaben erhoben werden mussten. Jedburgh und Stirling Castle waren möglicherweise nur kurzzeitig in englischer Hand und wurden dann wieder geräumt, denn bereits kurz nach 1175 erließ Wilhelm in Stirling Urkunden. Gemäß den Gelöbnissen von York berief Heinrich II. im Januar 1176 eine Ratsversammlung nach Northampton ein, zu der er Wilhelm und die schottischen Bischöfe berief. In Northampton verlangte er von den Bischöfen den Gehorsamseid auf die Kirche von England. Die schottischen Bischöfe erklärten aber, dass ihre Vorgänger nie einen derartigen Eid geleistet hatten. Bischof Jocelin von Glasgow konnte sogar eine Urkunde vorlegen, nach der seine Diözese ausdrücklich von der geistlichen Oberhoheit der englischen Kirche befreit war. Als es dann auch noch zwischen Erzbischof Richard von Canterbury und Erzbischof Roger von York zum Streit kam, wem von ihnen die schottischen Bischöfe denn jetzt untertan seien, endete die Versammlung ohne Ergebnis. Schottische Gesandte reisten daraufhin zu Papst Alexander III. Dieser hob am 30. Juli 1176 in der Bulle Super anxietatibus die Zuständigkeit des Erzbistums York auf, bis der Streit untersucht und geklärt worden war. Damit blieb die schottische Kirche bis auf weiteres von der englischen Kirche unabhängig. Vermutlich im August 1176 traf Kardinal Vivian (auch Vibiano) als päpstlicher Legat in Schottland ein. Er reiste auch nach Irland und England, ehe er am 1. August 1177 ein Konzil in Holyrood abhielt. Da von dem Konzil keine schriftlichen Beschlüsse überliefert sind, bleibt es offen, ob der Kardinal die Zuständigkeit des Erzbistums York für Schottland anerkannt oder abgelehnt hat. König Wilhelm war bei dem Konzil nicht anwesend, denn bevor es zusammentrat, hatte ihn Heinrich II. zu sich gerufen. Er sollte am 1. Juli 1177 in Winchester sein, um an einem Feldzug des englischen Königs in die Normandie teilzunehmen.

#### Stiftung von Arbroath Abbey

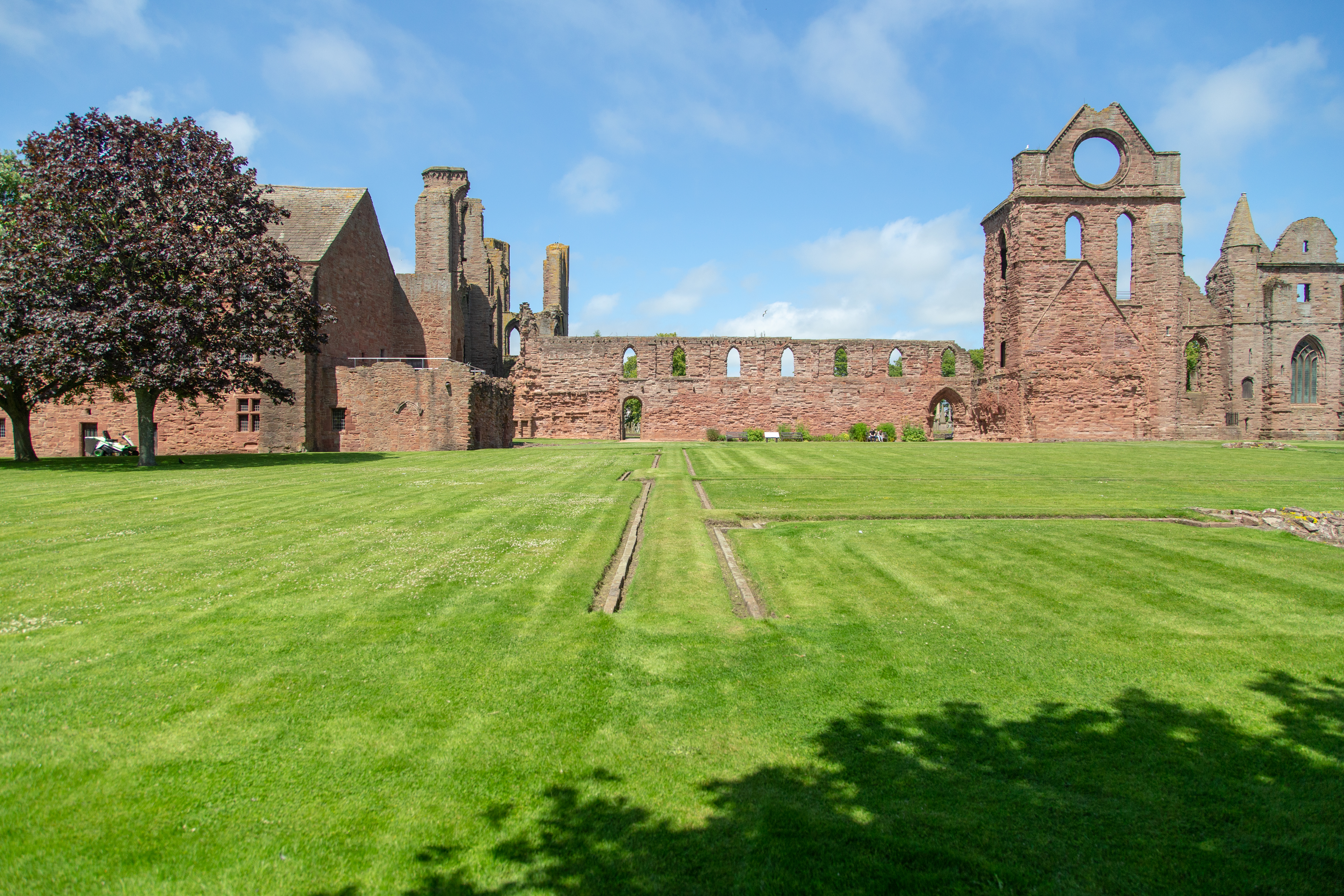
Die Ruine der von Wilhelm gestifteten Klosterkirche von Arbroath

Wilhelm überquerte vermutlich nicht den Ärmelkanal, denn der Feldzug wurde verschoben. Während der schottische König völlig der Autorität des englischen Königs unterstand, hatten die schottischen Bischöfe schon mit Verhandlungen begonnen, durch die die Bestimmungen des Vertrags von Falaise gelockert wurden. Es ist vermutlich kein Zufall, dass Wilhelm zu dieser Zeit Arbroath Abbey als Tochterkloster von Kelso Abbey stiftete. Seit seiner Thronbesteigung hatte er nur wenig Interessen an den Klöstern gezeigt, die seine Familie bislang gestiftet hatte. Er hatte nur die letzte Schenkung seines Bruders Malcolm an Dunfermline Abbey bestätigt, doch sonst hatte er nur weitere frühere Schenkungen bestätigt und selbst nur gelegentlich kleinere Schenkungen gemacht. Die Stiftung war sowohl eine politische wie religiöse Geste. Patron der Abtei war Thomas Becket, womit ein Opfer der Politik von Heinrich II. geehrt wurde. Dazu hatte Heinrich II. an dem Tag, an dem Wilhelm gefangen genommen worden war, 24 Stunden Buße für den Mord an Becket leisten müssen. Dieser Zufall hatte ohne Zweifel Bedeutung für Wilhelm. Die Abtei war reich beschenkt und im Herbst 1178 offiziell gegründet worden, doch es gibt kein Zeichen, dass frühzeitig mit dem Bau des Konvents begonnen wurde. In den 1190er Jahren machten Wilhelm und andere Adlige weitere Schenkungen, und vor 1200 war das Kloster in Betrieb. Der Bau der Kirche war bis 1214 so weit fortgeschritten, dass der König in ihr beigesetzt werden konnte. Die erhaltenen Ruinen zeigen, dass die Kirche dem Status als neuen königlichen Begräbnisort entsprechen sollte und die Kirchen von Dunfermline Abbey und von St Andrews architektonisch übertreffen sollte.

#### Streit um die Diözese St Andrews
Nach dem Tod von Bischof Richard von St Andrews im Mai 1178 ignorierten die Mönche des Kathedralpriorats die Wünsche des Königs und wählten John the Scot zum neuen Bischof. Der König ignorierte die Wahl und ließ seinen Kaplan Hugh zum Bischof wählen und weihen. John the Scot wandte sich unterdessen an den Papst und protestierte gegen die Weihe von Hugh. Papst Alexander III. hatte in seiner Bulle Super anxietatibus bereits gezeigt, dass er nicht bereit war, Laien wie Heinrich II. Entscheidungen über geistliche Autorität zuzugestehen. Der Papst stellte sich deshalb gegen Wilhelm und unterstützte den nach kanonischen Recht gewählten John. Der päpstliche Legat Alexius hielt am 15. Juni 1180 ein Konzil in Holyrood ab. Während dieser Versammlung wurde Hugh förmlich als Bischof abgesetzt, während John zum Bischof geweiht wurde. Hugh agierte aber weiter als Bischof, während der König Geistliche, die John the Scot unterstützten, verfolgen ließ. Vor diesem Druck mussten John und seine Verwandten Schottland verlassen. Sie reisten zu Heinrich II. in die Normandie und baten ihn als Lehnsherrn von Wilhelm um Unterstützung. Der von dem Legaten exkommunizierte Hugh wandte sich nun seinerseits an die päpstliche Kurie. Wilhelm und sein Bruder David wurden von Heinrich II. in die Normandie beordert, wo sie in dem Streit um St Andrews einen oberflächlichen Kompromiss mit dem englischen König schlossen. Dieser Kompromiss wurde aber von John the Scot und seinen Unterstützern nicht akzeptiert. Noch 1181 wurden Wilhelm, sein Constable Richard de Moreville und andere Höflinge auf Anordnung von Papst Alexander III. von Erzbischof Roger von York exkommuniziert. Über Schottland wurde das Interdikt verhängt. Im August 1181 starb jedoch der Papst und im November 1181 auch Erzbischof Roger. König Wilhelm nutzte die Chance, um einen Ausgleich mit der Kurie zu erzielen. Eine von Bischof Jocelin von Glasgow geleitete Gesandtschaft konnte Anfang 1182 den neuen Papst Lucius III. überzeugen, die Exkommunikation und das Interdikt aufzuheben. In einer außergewöhnlichen Geste der Freundschaft erhielt Wilhelm im März 1182 sogar die Goldene Rose des Papstes. Dann kehrte auch Bischof Hugh mit einem päpstlichen Legaten aus Rom zurück. Während drei Tage dauernden Verhandlungen mit dem König wurde im Juni 1182 vorgeschlagen, dass sowohl Hugh wie auch John Bischöfe von anderen Diözesen werden sollten. König Wilhelm bestand jedoch darauf, dass Hugh Bischof von St Andrews bleiben sollte. Erst ein Jahr später wurde bei neuen Verhandlungen ein Kompromiss erzielt. John wurde Bischof von Dunkeld, während Hugh Bischof von St Andrews blieb. Hugh musste John aber jährlich 40 Mark zahlen. Diese Vereinbarung galt bis 1186, dann klagte John erneut gegen Hugh, weil der König angeblich seine Versprechungen ihm gegenüber nicht eingehalten hätte. Daraufhin wurde Hugh am 16. Januar 1188 von Papst Clemens III. abgesetzt während John auf Anordnung des Papstes wieder Bischof von St Andrews werden sollte. Diese Anordnung wurde jedoch nicht umgesetzt. Hugh reiste erneut zur Kurie. Er erhielt im Sommer 1188 persönlich die Absolution durch den Papst, starb aber kurz darauf. Der König ernannte nun seinen Cousin und Kanzler Roger zum neuen Bischof von St Andrews, was auch John the Scot akzeptierte. Der Streit um die Diözese war damit beendet, wobei der König seinen Willen durchsetzen konnte. Bis zum Tod des Königs 1214 wurden mit wenigen Ausnahmen königliche Kandidaten und Beamte als neue Bischöfe gewählt.

### Rebellionen in Moray und Galloway
1179 begann die erste einer Reihe von Revolten der Familien Macheth und Macwilliam, die sich bis in die Zeit der Regierung von Wilhelms Sohn Alexander II. hinzogen. Während der Herrschaft von David I. hatte Malcolm Macheth vermutlich bereits versucht, das Earldom Ross zu gewinnen. Während der Herrschaft von Malcolm IV. war er zum Earl of Ross erhoben worden, doch nach seinem Tod 1168 wurde kein neuer Earl of Ross ernannt. Der Anspruch der Macheths auf Ross wurde von der Familie Macwilliam unterstützt, die von König Duncan II. und dessen Sohn William FitzDuncan abstammten. William FitzDuncan soll Earl of Moray gewesen sein, doch nach seinem Tod war kein weiterer Earl of Moray ernannt worden. Stattdessen hatten die schottischen Könige versucht, durch die Gründung von Boroughs, den Bau von Burgen und durch die Belehnung von Rittern ihren Einfluss in der Region zu verstärken. Dies rief besonders in Ross den Widerstand von anderen lokalen Adligen hervor, die die Region lieber unter der Herrschaft eines lokalen Earls, der zudem noch königlicher Abstammung war, als unter der direkten Herrschaft der Krone sahen. Aufgrund der Unruhen führte Wilhelm 1179 zusammen mit David eine Armee nach Ross. Dort errichtete er mit Red Castle und Dunskeath zwei Burgen, die den Zugang nach Moray kontrollieren sollten. Weiter wurde vereinbart, die Befestigungen von Inverness zu verstärken. Vermutlich bestätigte der König nun die Verleihung des Earldom Lennox und der Herrschaft Garioch an seinen Bruder David. Beide Gebiete hatten hohe strategische Bedeutung, vor allem für den Zugang nach Nordschottland. Mit dieser Verleihung demonstrierte Wilhelm klar, dass er seinem Bruder voll vertraute, und die Maßnahmen reichten zunächst aus, um Moray und Ross unter der Kontrolle des Königs zu halten. Als der König und sein Bruder aber im April 1181 in der Normandie waren und der König erst frühestens im August nach Schottland zurückkehrte, kam es zu neuen Unruhen. Donald Ban Macwilliam, ein Sohn von William FitzDuncan, nutzte die Abwesenheit des Königs und wurde zum Führer einer Rebellion in Moray und Ross. Diese Rebellion wurde eine schwere Herausforderung für den König. Nach einer später erstellten Chronik blieben Ross und Moray längere Zeit unter der Kontrolle von Donald Macwilliam. Diese Angaben treffen wohl zu, denn zwischen 1179 und 1187 erließ der König in Moray keine Urkunden. Dazu wurde für über zwei Jahre, zwischen 17. September 1184 und 1. März 1187 kein Nachfolger für Simon de Tosny als neuer Bischof von Moray ernannt. Gillecolm, ein königlicher Beamter und Marschall, übergab Auldearn Castle den Rebellen und wechselte selbst die Seiten. Im November 1186 machte der geächtete Aed Macheth mit seinem namentlich nicht genannten Neffen und 58 Männern einen Vorstoß nach Süden. Erst bei Coupar Angus Abbey gingen sie in eine Falle. Aed und alle seine Männer wurden in der Klosterkirche getötet.
Neben der Rebellion in Moray sah sich der König einer weiteren Revolte in Galloway gegenüber. Dort hatte Gilbert of Galloway bislang kaum Tribut an Heinrich II. gezahlt, wie er es vereinbart hatte. 1184 versuchte Wilhelm, dessen eigene Besitzungen in Südwestschottland von Rebellen aus Galloway geplündert worden waren, Gilbert zu unterwerfen. Als die Rebellen erfuhren, dass auch Heinrich II. im Anmarsch sei, schlossen sie einen Waffenstillstand, worauf Wilhelm sein Heer entließ. Im Spätsommer 1184 gehörte Wilhelm zum Gefolge von Heinrich II. Vermutlich wollte Wilhelm im nächsten Jahr erneut versuchen, Gilbert zu unterwerfen, doch dieser starb am 1. Januar 1185. Daraufhin unterstützte Wilhelm Gilberts Neffen Roland, den Sohn des 1174 ermordeten Uhtred. Dieser fiel, vermutlich mit der stillschweigenden Billigung von Heinrich II., mit einem Heer in Galloway ein und schlug am 4. Juli 1185 die Truppen der Anhänger von Gilbert. In einem weiteren Gefecht wurde am 30. September 1185 Gillecolm, einer der überlebenden Anführer der Anhänger von Gilbert, getötet. Im Juli 1186 stellte Wilhelm in Carlisle dem englischen König Roland vor. Danach, spätestens etwa 1190, übergab Wilhelm Galloway an Roland. Duncan, der Sohn von Gilbert, wurde zum Lord von Carrick erhoben. Roland konnte Galloway befrieden und blieb bis zu seinem Tod 1200 ein loyaler Unterstützer von Wilhelm. Nachdem Südwestschottland somit 1186 wieder unterworfen war, konnte sich Wilhelm wieder Nordschottland zuwenden. 1187 führte er eine große Armee bis nach Inverness, das die Bürger dem König übergaben. Am 31. Juli 1187 schlug Roland of Galloway mit seinem Aufgebot die Rebellen in einer Schlacht bei Mam Garvia. Der Ort dieser Schlacht ist nicht lokalisierbar, doch vermutlich lag er am Nordufer des Beauly Firth. In der Schlacht sollen Donald Macwiliam und 500 seiner Anhänger gefallen sein. Der abgeschlagene Kopf von Donald wurde dem König übergeben. Roland of Galloway blieb bis zu seinem Tod 1200 gegenüber Wilhelm loyal. Sein Sohn und Nachfolger Alan setzte diese Politik fort. Alan und sein Bruder Thomas dienten zwar beide dem englischen König als Söldnerführer. Sie verletzten aber nicht die Interessen der schottischen Könige, so dass es in Galloway bis weit nach dem Tod von Wilhelm keine weiteren Unruhen mehr gab.

### Heirat
Die Rebellionen in Moray und Galloway machten Wilhelm oder vielleicht auch Heinrich II. bewusst, dass noch in den 1180er Jahren im Falle des Todes des schottischen Königs dessen Thronfolge ungeklärt war. Wilhelm war bislang unverheiratet, hatte aber mehrere uneheliche Kinder. Als Oberherr von Wilhelm fiel es dem englischen König zu, für dessen Heirat zu sorgen. 1184, vermutlich im Juli oder August, besuchte Wilhelm den Hof von Heinrich II. Der englische König plante, ihn mit seiner Enkelin Mathilde von Sachsen, einer Tochter von Heinrich dem Löwen, zu verheiraten. Diese Absicht wurde Papst Lucius III. vorgetragen, der sie jedoch aufgrund zu naher Verwandtschaft ablehnte. Nach dem Tod von Earl Simon III. de Senlis ignorierte Heinrich II. die möglichen Erbansprüche von dessen Verwandten auf seine englischen Besitzungen. Er verlieh das Earldom Huntingdon an Wilhelm, der es sofort an seinen Bruder David weitergab. Damit wurde David ein Magnat mit reichen Besitzungen in England. Folglich war er danach vor allem in England und in der Normandie und weniger in Schottland aktiv. Dennoch blieb er als einziger überlebender Bruder des Königs ein möglicher Thronfolger. Im Mai 1186 schlug Heinrich II. während einer Ratsversammlung in Woodstock vor, dass Wilhelm Ermengarde, eine Tochter von Richard, Vicomte de Beaumont-sur-Sarthe heiraten sollte. Sie war zwar nur die Tochter eines niederen Adligen aus der Normandie, doch ihr Vater war ein Sohn einer unehelichen Tochter von König Heinrich I. von England. Dennoch war die schottische Reaktion zunächst ablehnend, was aufgrund des verhältnismäßig niedrigen Rangs und der vermutlichen Jugend der Braut verständlich war. Durch die Heirat hatte der schottische König kaum politische Vorteile, doch nach weiteren Beratungen stimmte Wilhelm der Ehe zu. Die Heirat fand am 5. September 1186 in Woodstock statt. Die Kosten für die viertägigen Feiern übernahm Heinrich II., der der Braut dazu Edinburgh Castle als Mitgift gab. Wilhelm verpflichtete sich, seiner Frau Landbesitz mit jährlichen Einkünften von £ 100 sowie 40 Knight’s fee in Schottland zuzugestehen.

## Wiedererlangung der Unabhängigkeit

### Der Verzicht von Canterbury
Als sich ab 1187 eine neue Kreuzzugbewegung in Europa entwickelte, erhoben der französische König Philipp II. und der englische König Heinrich II. eine Steuer des Zehnten auf alle beweglichen Güter und auf Einkünfte, den sogenannten Saladin-Zehnten. Im Februar 1188 sandte der englische König Bischof Hugh of Durham aus, um auch die Schotten zur Zahlung der Kreuzzugssteuer zu bewegen. König Wilhelm bot 4000 Mark, doch dafür verlangte er im Gegenzug die Rückgabe der Burgen von Roxburgh und Berwick. Heinrich II. war generell bereit, die Burgen zurückzugeben, doch er bestand auf der Erhebung des Zehnten. Nachdem eine Versammlung der schottischen Magnaten die Zahlung des Zehnten abgelehnt hatte, wurde die Rückgabe der Burgen nicht weiter verfolgt. Nachdem Heinrich II. im Juli 1189 gestorben war, folgte ihm sein Sohn Richard als König nach. Dieser war fest entschlossen, den geplanten Kreuzzug durchzuführen. König Wilhelm reiste im November 1189 nach England und traf Richard in Canterbury. Dort leistete er ihm Hommage für seine Besitzungen in England. Er huldigte ihm aber nicht für Schottland, denn Richard benötigte für seinen Kreuzzug noch mehr Geld. Am 5. Dezember 1189 entließ er König Wilhelm gegen die Zahlung von 10.000 Mark aus seinem Lehnseid für Schottland. Mit diesem Verzicht von Canterbury fielen nicht nur Roxburgh und Berwick an Schottland zurück, sondern der englische König verzichtete völlig auf seine Oberherrschaft über Schottland. Um die hohe Summe aufzubringen, erhob Wilhelm in Schottland eine Steuer.

### Die Bulle Cum universi
Wenig später konnte Wilhelm noch einen weiteren diplomatischen Erfolg erzielen. Am 13. März 1192 besiegelte Papst Coelestin III. die Bulle Cum universi. In dieser Bulle erkannte der Papst die schottische Kirche als spezielle Tochter der Kurie an. Damit war die schottische Kirche direkt den Päpsten und keinen Metropoliten, vor allem nicht den englischen Erzbischöfen von York oder Canterbury unterstellt. Die Bulle wurde später bestätigt, möglicherweise bereits 1200, mit Sicherheit 1218. Mit diesen beiden Erfolgen, dem Verzicht von Canterbury und mit Cum universi, hatte Wilhelm den Herrscherwechsel in England ausgenutzt. Es war ihm gelungen, die Unabhängigkeit von England zurückzugewinnen und die geistliche Unabhängigkeit zu erhalten.

### Erneute Verhandlungen über Northumberland
Schottland war nun befriedet, und Wilhelm versuchte erneut, Northumberland zurückzugewinnen. König Richard hatte 1189 die Rechte an der Grafschaft lebenslang an Bischof Hugh of Durham verkauft. Wilhelm versuchte nun, Unterstützung in der Grafschaft selbst zu erhalten. 1191 verheiratete er seine uneheliche, bereits verwitwete Tochter Isabella mit Robert de Ros, Lord of Wark. 1193 verheiratete er Margaret, eine weitere uneheliche Tochter, mit Eustace de Vesci, Lord of Alnwick. Damit war es ihm gelungen, zwei Barone aus dem nördlichen Teil der Grafschaft durch Heirat an sich zu binden. Dazu hatte wenige Jahre zuvor der schottische Magnat Duncan, Earl of Fife die Vormundschaftsverwaltung für die Baronie Mitford erworben. Wilhelm war trotzdem weiter darauf bedacht, sein gutes Verhältnis zu König Richard bei zu behalten. 1193 steuerte er freiwillig 2000 Mark für das Lösegeld dabei, dass für die Freilassung des in deutsche Gefangenschaft geratenen Richard gefordert wurde. Nach Richards Freilassung und Rückkehr nach England Anfang März 1194 kam es bald zu einem Treffen der beiden Könige. Am 5. April 1194 ersuchte Wilhelm den englischen König in Nottinghamshire um zwei Gunstbeweise. Der erste Gunstbeweis war die Zusicherung einer ehrenvolle Eskorte und eine standesgemäße Unterkunft, wenn der schottische König in England unterwegs zum englischen König war. König Richard gewährte diese Bitte am 17. April, doch sie wurde erst nach seinem Tod unter seinem Bruder und Nachfolger Johann umgesetzt. Die zweite Bitte betraf Northumberland, Cumberland und Westmorland, die Wilhelm nach dem Recht seiner Vorfahren beanspruchte. Wilhelm ging sogar so weit und bat um die Überlassung von Lancaster, auf das die schottischen Könige bereits in den 1140er Jahren verzichtet hatten. Richard beriet sich mit seinen Ratgebern, und seine Antwort vom 10. oder 11. April war überraschenderweise nicht ablehnend. Am 17. April ließ sich Richard in Winchester ein zweites Mal feierlich krönen. Wilhelm erhielt die Ehre, eines der drei Staatsschwerter dem König voran zu tragen. Am 19. April verzichtete der Bischof von Durham auf seine Rechte auf Northumberland. Wilhelm bot dem englischen König nun 15.000 Mark für die Grafschaft. Daraufhin war Richard bereit, ihm Northumberland zu überlassen, wobei er aber die Kontrolle über die königlichen Burgen behalten wollte. Unter diesen Umständen lehnte Wilhelm aber die Überlassung ab. Am 21. April erneuerte Wilhelm sein Angebot, doch Richard bestand darauf, die Burgen zu behalten. Er machte Wilhelm aber Hoffnung, nach seiner Rückkehr aus der Normandie erneut über eine Übergabe von Northumberland zu verhandeln. Da Richard aber bis zu seinem Tod 1199 nicht mehr nach England zurückkehrte, war Wilhelms Versuch, Northumberland zu erlangen, erneut gescheitert.

### Klärung der Nachfolge des Königs
Obwohl Bischof Hugh of Durham auf seine Rechte auf Northumberland verzichtet hatte, blieb die Grafschaft unter seiner Verwaltung. Nach seinem Tod am 3. März 1195 konnte Wilhelm die Situation nicht ausnutzen, um in den Besitz von Northumberland zu gelangen, denn aufgrund seiner ungeklärten Nachfolge kam es in Schottland zu einer innenpolitischen Krise. Vermutlich im April oder Mai 1195 war Wilhelm in Clackmannan schwer erkrankt. Nach einem Bericht erkannten die schottischen Magnaten seine älteste eheliche Tochter Margarete als Erbin an. Nach einem anderen Bericht war geplant, sie mit dem deutschen Herzog Otto von Braunschweig zu verheiraten. Dieser war ein Bruder der Matilda, die früher als Braut für Wilhelm vorgesehen war. Mit dieser Heirat wäre die schottische Krone bei einem Tod Wilhelms an Otto gefallen. Dies lehnte aber eine Gruppe von Magnaten unter Führung des Earl of Dunbar ab, weil es den Sitten und Gebräuchen Schottlands widersprechen würde. Nach diesen Gebräuchen würde im Fall des Todes des Königs ein Bruder oder Neffe den Thron erben. David of Huntingdon war als Bruder des Königs der nächste männliche Verwandte und hatte dazu durch seine Heirat mit einer Schwester von Ranulf, Earl of Chester seine soziale Stellung noch weiter verbessert. Der König erholte sich jedoch wieder von der Krankheit, womit die Erbfolge nicht mehr dringend akut war. 1196 machte die englische Regierung erneut einen Versuch, die schottische Thronfolge zu klären. Dies wies Wilhelm aber mit dem Hinweis, dass die Königin schwanger sei, zurück. Die Königin bekam zwar nicht 1196, doch zwei Jahre später einen Sohn.

### Konflikte in Caithness und mit Jarl Harald von Orkney
Kurz nach der Thronfolgekrise wurde der Frieden in Schottland durch einen Konflikt im Norden des Landes gestört. 1196 kam es nahe Inverness zu einer Schlacht zwischen Anhängern des Königs und den Anhängern eines Ruairidh. Dieser wurde auch Roderick genannt, er war vermutlich ein Nachfahre von Somerled of Argyll und ein Vorfahre der nordwestschottischen Familie der Macruaridhs. Ruaridh wurde von Thorfinn, einem Sohn von Earl Harald Maddadsson von Orkney und Caithness unterstützt. Der Grund für die Fehde ist unklar, doch Hvarflod, die zweite Frau von Earl Harald, mit der er bigamischer Ehe lebte, war eine Tochter des früheren Rebellen Malcolm Macheth. Sie erhob vielleicht Ansprüche auf Ross oder führte seit dem Tod ihres Neffen Aed Macheth in Coupar Angus 1186 eine Fehde. Der König zog daraufhin 1196 und 1197 selbst nach Moray. Ohne den König erreichte ein Teil der Armee Thurso, die Hauptstadt von Caithness, und brannte es nieder. Daraufhin unterwarf sich Earl Harald im Herbst 1197 in Nairn. Er wurde in Roxburgh inhaftiert und kam erst wieder frei, als sich auch Thorfinn ergab. Daraufhin wurde Thorfinn als Gefangener nach Roxburgh gebracht. Wilhelm ermunterte nun Harald Ungi, den Titel des Earl of Caithness und Orkney zu beanspruchen. Nachdem Harald Ungi 1198 getötet worden war, wandte sich Wilhelm an Ragnvald, den König von Man und der Inseln um Unterstützung. Dieser erschien zwar mit einem Heer in Nordschottland, konnte sich aber in Caithness nicht behaupten. Als dann auch noch Bischof John of Caithness nach einem Streit mit Earl Harald schwer verletzt wurde, musste Wilhelm erneut selbst nach Nordschottland ziehen. Die Vorbereitungen für den Feldzug begannen im Herbst 1201. Zuvor ließ Wilhelm bereits Thorfinn blenden und entmannen, worauf dieser später im Kerker starb. Wohl wegen seines Alters, aber vielleicht auch aus Sorge vor einem Tod während des Feldzugs ließ Wilhelm am 12. Oktober 1201 in Musselburgh die schottischen Magnaten schwören, dass sie die Thronfolge seines Sohnes Alexander anerkennen würden. Der Winterfeldzug nach Nordschottland blieb erfolglos, worauf der König einen weiteren Feldzug für das Frühjahr 1202 plante. Dann aber kam Earl Harald nach Perth, nachdem ihm Bischof Roger von St Andrews freies Geleit zugesichert hatte. Gegen die Zahlung von 2000 Pfund Silber erlaubte ihm Wilhelm, Caithness wieder in Besitz zu nehmen. Danach wahrte Harald bis zu seinem Tod 1206 Frieden, ebenso wie seine beiden Söhne David und John, die sich nach seinem Tod die Herrschaft teilten.

## Die Spätzeit der Herrschaft

### Belastetes Verhältnis zu Johann Ohneland
Als Johann Ohneland 1199 König von England wurde, hatte er bereits einen schlechten Ruf und galt als nicht vertrauenswürdig. Als König Richard auf seinem Kreuzzug war, soll König Wilhelm mit dem englischen Justiciar William de Longchamp eine geheime Abmachung getroffen haben, im Falle des Todes des englischen Königs dessen Neffen Arthur von der Bretagne als Erben anzuerkennen. Dieser war auch ein Großneffe von Wilhelm. Damit waren die Beziehungen zwischen Wilhelm und Johann Ohneland bereits von Beginn an belastet. Zunächst verhielt sich Wilhelm aber korrekt, als Johann König von England wurde. Er traf ihn in Lincoln, wo er ihm am 22. November 1200 für seine englischen Besitzungen huldigte. Dabei bat er wieder um die Überlassung der nordenglischen Grafschaften. Johann bat, die Diskussion darüber bis Pfingsten 1201 auszusetzen. Da Johann im Mai 1201 kurz davor war, in die Normandie aufzubrechen, bat er um eine weitere Verschiebung der Frage. Erst im Dezember 1203 kehrte Johann zurück. Er hatte nachweislich 1204 mit Wilhelm in Kontakt gestanden und traf ihn vom 9. bis 12. Februar 1206 und vom 26. bis 28. Mai 1207 jeweils in York. Über den Zweck dieser Treffen ist allerdings nur wenig bekannt, außer dass die Lehen, die Wilhelm in Tynedale hielt, bestätigt wurden und dass Johann 1206 Arbroath Abbey Handelsprivilegien verlieh. Allerdings gab es auch Anzeichen, dass Wilhelm dem englischen König misstraute, der daraufhin seinen guten Willen beteuerte. Ein Vorschlag, dass sich die Könige im Oktober 1207 erneut treffen sollten, wurde nicht weiterverfolgt. Wahrscheinlich hatte der englische König die Bitte um Überlassung der nordenglischen Grafschaften abgeschlagen, so dass die Beziehungen zwischen den beiden Königen angespannt waren.

### Der Vertrag von Norham
Nach dem Tod von Bischof Philip von Durham im April 1208 übernahm Johann die Verwaltung der Besitzungen der vakanten nordenglischen Diözese. Vermutlich bei einem Besuch in Nordengland im August 1208 ordnete Johann den Bau von Tweedmouth Castle an, dass die Zufahrt zum wichtigsten schottischen Hafen Berwick bedroht hätte. Wilhelm ließ deshalb die im Bau befindliche Burg zerstören. Da er vermutlich zudem über ein Heiratsverbündnis mit dem französischen König Philipp II. verhandelte, kam es 1209 zu einer schweren politischen Krise zwischen Schottland und England. König Johann befand sich bereits mit dem französischen König im Krieg und zog im April 1209 rasch nach Norden, um die Bedrohung durch eine zweite Front auszuschalten. Zwei Treffen von Johann Ohneland mit dem kränkelnden Wilhelm blieben ohne Annäherung, ebenso die folgenden Verhandlungen durch Gesandtschaften. Ende Juli standen sich darauf an der Grenze bei Norham ein schottisches und ein englisches Heer gegenüber. Wilhelm musste erkennen, dass das englische Heer überlegen war und begann am 25. Juli mit neuen Verhandlungen. Bis zum 7. August 1209 musste er im Vertrag von Norham dem englischen König erhebliche Zugeständnisse machen. Zwar unterblieb der Weiterbau von Tweedmouth Castle, doch Wilhelm musste dem englischen König eine hohe Geldsumme zahlen und ihm Geiseln sowie seine beiden Töchter übergeben, die Johann Ohneland verheiraten durfte. Faktisch hatte sich Wilhelm der Oberhoheit des englischen Königs unterworfen.

### Erneuter Aufstand der Macwilliams

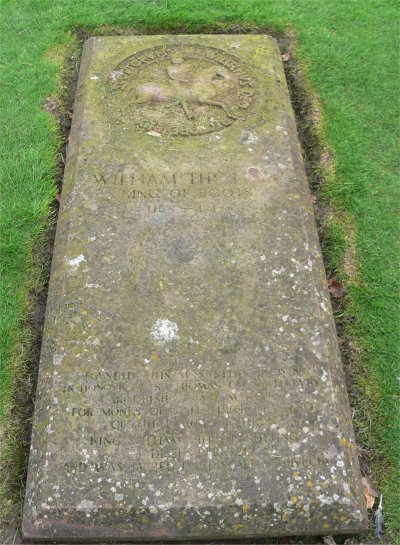
Das Grabdenkmal von Wilhelm in Arbroath Abbey

Bis 1211 hatte Wilhelm den Großteil der vereinbarten 15.000 Mark an Johann gezahlt, doch die Königstöchter und die schottischen Geiseln befanden sich immer noch in England. Anfang Februar 1211 überfiel Guthred Macwilliam mit seinen Anhängern das nordschottische Ross. Guthred hatte vermutlich als Oberhaupt der Macwilliams im irischen Exil gelebt und war durch einen Feldzug von Johann Ohneland im Vorjahr von der Insel vertrieben worden. Lokale Adlige aus Ross sollen ihn zu dem Überfall ermuntert haben, und dazu brachte er Iren mit, die ihn unterstützten. Wilhelm lag seit Weihnachten 1210 schwer erkrankt in Kintore, so dass er zunächst kaum etwas gegen den Angriff unternehmen konnte. Erst am 24. Februar war er wieder gesund. Er sandte ein Heer nach Nordschottland und ließ die Befestigungen der Burgen von Dunskeath und Red Castle verstärken. Von etwa Ende Juni bis zum Herbst 1211 war der König selbst in Moray. Der König hoffte sicherlich, den Erfolg von 1187 bei Mam Garvia zu wiederholen. Eine ausgewählte Streitmacht wurde gegen die Rebellen unter Guthred ausgesandt. Tatsächlich konnte diese die Armee von Guthred zerschlagen, wobei viele Rebellen getötet wurden. Guthred selbst konnte jedoch entkommen. Vor Mitte Oktober 1211 hatte sich Wilhelm nach Forfar zurückgezogen und hatte Malcolm, Earl of Fife mit der weiteren Bekämpfung der Rebellion betraut. Dieser konnte jedoch nicht verhindern, dass Guthred eine namentlich nicht genannte Burg in Ross erobern und niederbrennen konnte. Der erzürnte König konnte angesichts eines besonders harten Winters in Nordschottland keinen Vergeltungsfeldzug gegen die Rebellen führen.
Durch die Erfolge von Guthred wurde deutlich, dass Wilhelm mit seinen Kräften die Rebellion nicht niederschlagen konnte. Vermutlich bat Wilhelm daraufhin den englischen König um Unterstützung. Im Februar 1212 kam es in Durham zu Verhandlungen, an denen weniger Wilhelm, sondern vor allem Königin Ermengarde aktiv teilnahm. Bei diesen Verhandlungen wurde vereinbart, dass der Thronfolger Alexander mit einer Tochter von König Johann verheiratet und von Johann zum Ritter geschlagen werden sollte. Tatsächlich schlug der englische König den schottischen Thronfolger am 4. März 1212 in Clerkenwell zum Ritter, doch die Heirat verzögerte sich. Damit war wieder klar geworden, dass der englische König weiter die Oberhoheit über Schottland beanspruchte. Zwar war Schottland noch ein eigenes Königreich, doch der Thronfolger und seine drei Schwestern sollten Angehörige der englischen Königsfamilie heiraten. Die 1209 gestellten Geiseln, darunter zwei Töchter von Wilhelm, befanden sich noch immer in England. Nach dem Ritterschlag kehrte Alexander nach Schottland zurück. Vermutlich brachte er Söldner mit, die König Johann ihm zur Verfügung gestellt hatte. Mittsommer 1212 brach Alexander nach Ross auf. König Wilhelm wollte ihm folgen, doch Ende Juni traf er sich drei Tage lang mit Johann in Nordengland. Letztlich wurde die Rebellion von Guthred weder von Wilhelm noch von Alexander niedergeschlagen. Guthred wurde verraten und in Ketten zu Alexander nach Kincardine gebracht. Dort wurde Alexander die Nachricht überbracht, dass der König Guthred nicht zu sehen wünschte, worauf er enthauptet wurde. Der Aufstand war damit niedergeschlagen, doch endgültig wurden die Macwilliams erst Ende der 1220er Jahre besiegt.

### Letzte Jahre und Tod
Im Januar oder Februar 1213 waren sowohl Wilhelm wie auch Johann zur schottischen Grenze gereist, doch zu einem erneuten Treffen der beiden Könige kam es nicht. Der Vorschlag, dass Alexander den englischen König treffen sollte, wurde abgelehnt. Wilhelm war nun vermutlich dauerhaft krank. Er verbrachte 1213 in den Lowlands, wobei er immer noch Regierungsaufgaben wahrnahm. Allerdings übernahm seine über zwanzig Jahre jüngere Königin Ermengarde zunehmend Verwaltungsaufgaben. Der König regelte aber noch im Dezember 1213 die Erbfolge im Earldom Menteith. Auch die ersten Monate von 1214 verbrachte Wilhelm in den Lowlands. Im Frühjahr oder Frühsommer starb David, Earl of Caithness. Da die Mutter seines Bruders und Erben John eine Angehörige der rebellischen Familie Macheth gewesen war, reiste Wilhelm mit einer letzten Kraftanstrengung nach Moray. Am 17. August 1214 war der König in Elgin. Dort schloss er ein Friedensabkommen mit Earl John, der ihm seine Tochter als Geisel stellte. Dann kehrte Wilhelm in kurzen Tagesetappen nach Stirling zurück, das er am 8. September erreichte. Körperlich nicht mehr in der Lage, weiter zu reisen, empfahl er dort den Bischöfen und Magnaten seinen Sohn Alexander als seinen Nachfolger und regelte vor seinem Tod noch weitere persönliche Fragen. Er starb in der Anwesenheit seiner Frau, seines Sohnes und zahlreicher Magnaten und Bischöfe. Am Morgen nach Wilhelms Tod brachte eine große Gruppe Magnaten den jungen Alexander nach Scone, wo er am selben Tag als König eingesetzt wurde. Wilhelm wurde am 10. Dezember 1214 in seiner Stiftung Arbroath Abbey beigesetzt.

## Die Herrschaft des Königs

### Die Person des Königs
Wilhelm sprach als Muttersprache anglonormannisch. Es gibt keinen Nachweis, dass er Gälisch oder Englisch gesprochen hat. Dennoch verkörperte Wilhelm als König der Schotten, wie er sich nannte, sein Volk und sein Reich. Er war sich als König seiner Würde sehr bewusst. Vielleicht nach dem Vorbild von Heinrich II. reagierte er sehr aufgebracht, wenn er sie verletzt sah. Rebellen ließ er regelmäßig hinrichten, doch es ist sicherlich kein Zufall, dass die meisten größeren Revolten während Wilhelms Herrschaft ausbrachen, als er außer Landes oder krank war. Außer wenn Wilhelm krank war, war er als Herrscher aktiv tätig. Er nahm an Turnieren teil oder ging auf die Jagd, und selbst als älterer Mann führte er noch selbst seine Truppen. Trotz seiner mindestens sechs unehelichen Kinder stand seine Religiosität außer Zweifel und es gibt sogar Berichte von Wunderheilungen von ihm.

### Organisation der Regierung und Rechtsprechung
Als Wilhelm König wurde, behielten die leitenden Beamten seines Bruders, der Kanzler Engelram, der Constable Richard de Moreville und der Stewart Walter fitz Alan ihre Ämter. Schon bald bestätigten aber auch andere Barone die königlichen Urkunden. Wilhelm vertraute zwar auf die Ratschläge seiner Magnaten, doch er hatte auch feste eigene Meinungen. Während seiner Herrschaft gab es wesentlich seltener größere Ratsversammlungen als während der Herrschaft seines Bruders, wobei diese dann auch über die Erhebung von Steuern entschieden. Von der Übernahme der Herrschaft von seinem Bruder Malcolm bis kurz vor seinem Tod im Alter von vermutlich 72 Jahren nahm Wilhelm seine Aufgaben als Herrscher gewissenhaft wahr. Dabei wurde während seiner Herrschaft die Regierung von Schottland ausgebaut. Seine Kapelle, die die Schreibarbeiten übernahm, bestand zunehmend aus ausgebildeten Beamten, deren Urkunden von gleichbleibender Qualität waren. Das Amt des Kanzlers übernahmen zeitweise gut ausgebildete Beamte wie William Malveisin oder William del Bois, während es andererseits als Sinekure an Verwandte des Königs wie Roger of Leicester oder Florens von Holland vergeben wurde. Neue Burghs wurden gegründet, darunter Grenzstädte wie Nairn, Dumfries und Ayr, während Clackmannan und Forfar aus königlichen Besitzungen und Dundee aus einer Handelssiedlung entstanden. Für die Burghs wurde meist auch ein Sheriff ernannt. Bis 1214 gab es Sheriffs in Moray, Nairn, Inverness und vermutlich auch in Aberdeen sowie in Ayr und Dumfries. Die Sheriffs vertraten die Interessen des Königs, aber auch der Kirche und erzwangen die Zahlung des Zehnten für die Kirche. Es gab auch erste Berichte, dass die Sheriffs als Richter dienten. Als höhere Richter für Scotia diente ein Justiciar, dessen Amt durchgehend mit Adligen besetzt wurde. Der König fällte als oberster Richter selbst Urteile und versuchte dabei, das Rechtswesen zu verbessern. Einige seiner Gerichtssitzungen befassten sich mit besonderen Fragen wie die Strafverfolgung von Dieben in Galloway oder die Verbesserung der Rechtsprechung durch lokale Gerichte. Andere waren allgemeiner und befassten sich mit konkreten Straffällen. Bei seinen Gerichtssitzungen war ein gälischer Richter zumindest als Zeuge anwesend, doch für die Rechtsprechung orientierte sich Wilhelm an der anglonormannischen Rechtspraxis, vor allem an den 1166 erlassenen Assisen von Clarendon oder am 1195 von Hubert Walter proklamierten Landfrieden, den Wilhelm 1197 auf Schottland übertrug.

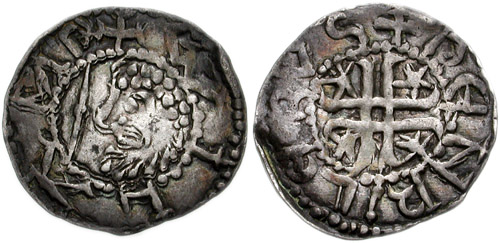
1205 während der Herrschaft Wilhelms geprägte Münzen

### Entwicklung des Handels und Reform der Finanzverwaltung
Während die schottischen Lowlands ab etwa 1190 weitgehend befriedet waren, hatten die Revolten in Moray und Nordschottland, aber auch in Westschottland erhebliche Zerstörungen angerichtet. In anderen Teilen Schottlands florierte aber der Handel. Die Bevölkerung nahm zu, und besonders einige Burghs wie Perth und Dundee wuchsen rasch. Die Rinder- und Schafzucht und in der Folge wurde spätestens um 1200 der Export von Wolle und Häuten nach Flandern und nach England bedeutend. Bis 1200 nahm der Gebrauch von Münzen in den Städten und in den Lowlands stark zu. Münzstätten gab es zeitweise in Roxburgh, Berwick, Edinburgh und Perth. 1195 erfolgte eine Münzreform, durch die der schottische Penny gleichwertig mit den englischen Pennys wurde. Dies sicherte die Akzeptanz der schottischen Münzen im internationalen Handel. In der Folge wurden auch die Abgaben an den König zunehmend in Geld anstatt in Naturalien gezahlt. Während Wilhelms Herrschaft bestand eine camera mit eigenem Personal und Urkunden als Zentralbehörde, die vermutlich kurz nach 1175 in Stirling eingerichtet wurde. Ab den 1180er Jahren gab es jährliche Prüfungen der Abrechnungen. Der König erhob Zölle auf Waren und konnte Steuern erheben. Vermutlich 1190 bestätigte eine Ratsversammlung die Steuern, die Wilhelm erheben wollte, um die Summe für die Ablösung des Lehnsverhältnisses von England aufzubringen. Gegen Ende der Herrschaft war es dann üblich geworden, dass die Magnaten bei der Erhebung von Steuern beratend tätig waren und diesen zustimmten.

### Feudalisierung des Adels
Wilhelm versuchte, weitere Gebiete in Schottland in ein Lehnsverhältnis zur Krone zu bringen. Zwar bestanden weiterhin die alten gälischen Earldoms wie Lennox, Menteith, Strathearn, Atholl und Buchan, doch sie befanden sich einem quasi-feudalen Verhältnis zum König. Während Wilhelms Herrschaft wurde es üblich, dass die Magnaten für ihr Land Vasallendienste leisteten. Bis 1214 war diese Praxis auch in Nordschottland nördlich des Tay und in Moray üblich. Die weiter nach keltischem Brauch aufgestellten lokalen Aufgebote bildeten aber vermutlich weiterhin den Großteil der königlichen Heere, während Söldner nur selten zum Einsatz kamen. Die Ämter der Justiciare, Sheriffs und Chamberlains wurden meistens an Adlige vergeben, von denen die meisten von den Adligen abstammten, die während der Herrschaft von David I. und Malcolm IV. in der ersten Hälfte des 12. Jahrhunderts nach Schottland gekommen waren. Zu diesen anglonormannischen neuen Adligen gehörten die Familien Moreville, Brus, Lindsay, Stewart, Seton oder Comyn. Mit wenigen Ausnahmen hatten diese Familien aber rasch den Schwerpunkt ihrer Besitzungen und Interessen in Schottland und bildeten neben den noch bestehenden gälisch-keltischen Earls den schottischen Adel. Größere Magnaten wie die Earls of Fife oder Dunbar sowie die Stewarts und Brus hatten ihr eigenes ritterliches Gefolge. Diese Ritter waren meist schon vor 1165 nach Schottland gekommen, heirateten untereinander und benannten sich nach der Region, wo sie lebten, wie Moray, Polloc oder Hume.

### Verhältnis zur Kirche
Die Festigung der schottischen Kirche, der Ecclesia Scotiana, und ihre offizielle Anerkennung durch den Papst zeigt die Festigung des Königreichs Schottland. Die schottischen Bischöfe standen in direkten Kontakt mit Papst Alexander III. und dessen Nachfolgern. Vakante Diözesen wurden rasch wieder besetzt. In den Diözesen entstanden während Wilhelms Herrschaft weitere kirchliche Ämter wie die der Archidiakone, und zunehmend übernahmen Geistliche, die eine Universität besucht hatten, die höheren Ämter. Zwar kontrollierte der König nicht direkt die Kirche, doch zahlreiche königliche Beamte stiegen zu Bischöfen auf. Dies festigte die königliche Autorität, auch wenn die Bischöfe nicht übermäßig geistlich waren. Außer dem Zisterzienser Waltheof von Melrose wurde kein schottischer Geistlicher aus dem 12. Jahrhundert heiliggesprochen. Dank des steigenden Wohlstands durch den Wollexport konnten zahlreiche Klöster und Kathedralen wie die von St Andrews und Glasgow, aber auch Kirchen in Städten wie Aberdeen, Dundee und Crail sowie Dorfkirchen wie in Symington oder Leuchars ausgebaut werden.

## Familie und Nachkommen
Mit seiner Frau Ermengarde de Beaumont hatte Wilhelm vier Kinder:
- Margarete (1193–1259),
- Isabella (1195–1253),
- Alexander II. (1198–1249), König von Schottland
- Marjorie (1200–1244).

Daneben hatte Wilhelm mindestens vier uneheliche Kinder:
- Isabella ⚭ (1) Robert (III) de Brus († vor 1191), ⚭ (2) Robert de Ros
- Ada ⚭ Patrick Dunbar, 4. Earl of Dunbar
- Robert of London († um 1225)
- Margaret ⚭ Eustace de Vesci

Seine unehelichen Töchter verheiratete der König mit schottischen oder nordenglischen Adligen. Isabella heiratete 1183 Robert de Brus, den ältesten Sohn von Robert (II) de Brus, Lord of Annandale. Nach dessen frühen Tod heiratete sie den nordenglischen Baron Robert de Ros. Wilhelms unehelicher Sohn Robert of London bezeugte ab den frühen 1180er Jahren regelmäßig königliche Urkunden und wurde mit Landbesitz aus dem Krongut ausgestattet. Angeblich hatte der König noch zwei weitere uneheliche Kinder, Henry Galithy und Aufrica (auch Africa). Deren Existenz ist allerdings erst durch ihre Nachkommen belegt, die sich im schottischen Thronfolgestreit ab 1290 auf ihre angebliche königliche Abstammung beriefen.

## Nachwirkung
Im 14. Jahrhundert bezeichnete der Chronist John Fordun König Wilhelm als the lion of justice (deutsch Löwe der Gerechtigkeit). Ein irischer Annalist bezeichnete ihn zuvor als garbh (deutsch der Bullige), was wegen seiner Tapferkeit, aber auch wegen seines Charakters angebracht war. Als Beiname überdauerte aber Wilhelm der Löwe. Hierfür ist sicher ein Grund, dass sich Wilhelm voll seinen Aufgaben als Herrscher gewidmet hat. Er modernisierte das Rechtswesen, das Finanzwesen und die Verwaltung, und auch die Kirche wurde während seiner Herrschaft weiter reformiert und in ihrer Unabhängigkeit von England bestätigt. Wilhelms Sohn Alexander trat ein zunächst schweres Erbe an. Die Versuche seines Vaters, die nordenglischen Grafschaften zu gewinnen, waren gescheitert. Alexanders drei Schwestern waren noch nicht verheiratet und dienten mit anderen Schotten als Geiseln. Der englische König Johann hatte erheblichen Einfluss auf die schottische Politik, und in Schottland waren die Rebellionen der Macheths und Macwilliams noch immer nicht endgültig niedergeschlagen. Doch trotz aller Niederlagen, Enttäuschungen und Rebellionen während seiner Herrschaft hatte Wilhelm das Reichsgebiet mit allen Burgen, wie er es von seinem Bruder Malcolm IV. geerbt hatte, seinem Sohn übergeben. Dabei war die königliche Herrschaft in weiten Teilen des Reichs gefestigt und gestärkt worden, und der Thronanspruch der Canmore-Dynastie war ungefährdet. Während Wilhelms Herrschaft war Schottland immer noch ein in vielen Bereichen keltisch geprägtes Land, wie die Inthronisierung der Könige, die Sprache vieler Bewohner, die regionalen Besonderheiten, die Art der Aufstellung der Armee und einige rechtliche Eigenheiten zeigten. Durch seine Hartnäckigkeit und Beharrlichkeit hatte Wilhelm die Arbeit seines Großvaters David I. fortgeführt, ein neues Schottland zu formen. Während seiner Herrschaft hatte sich Schottland dynastisch, kirchlich und wirtschaftlich weiter den mittel- und westeuropäischen Reichen angenähert. Viele der Probleme, die Wilhelm seinem Sohn hinterlassen hatte, waren bis 1221 gelöst.